# Oesters van Nam Kee (film)

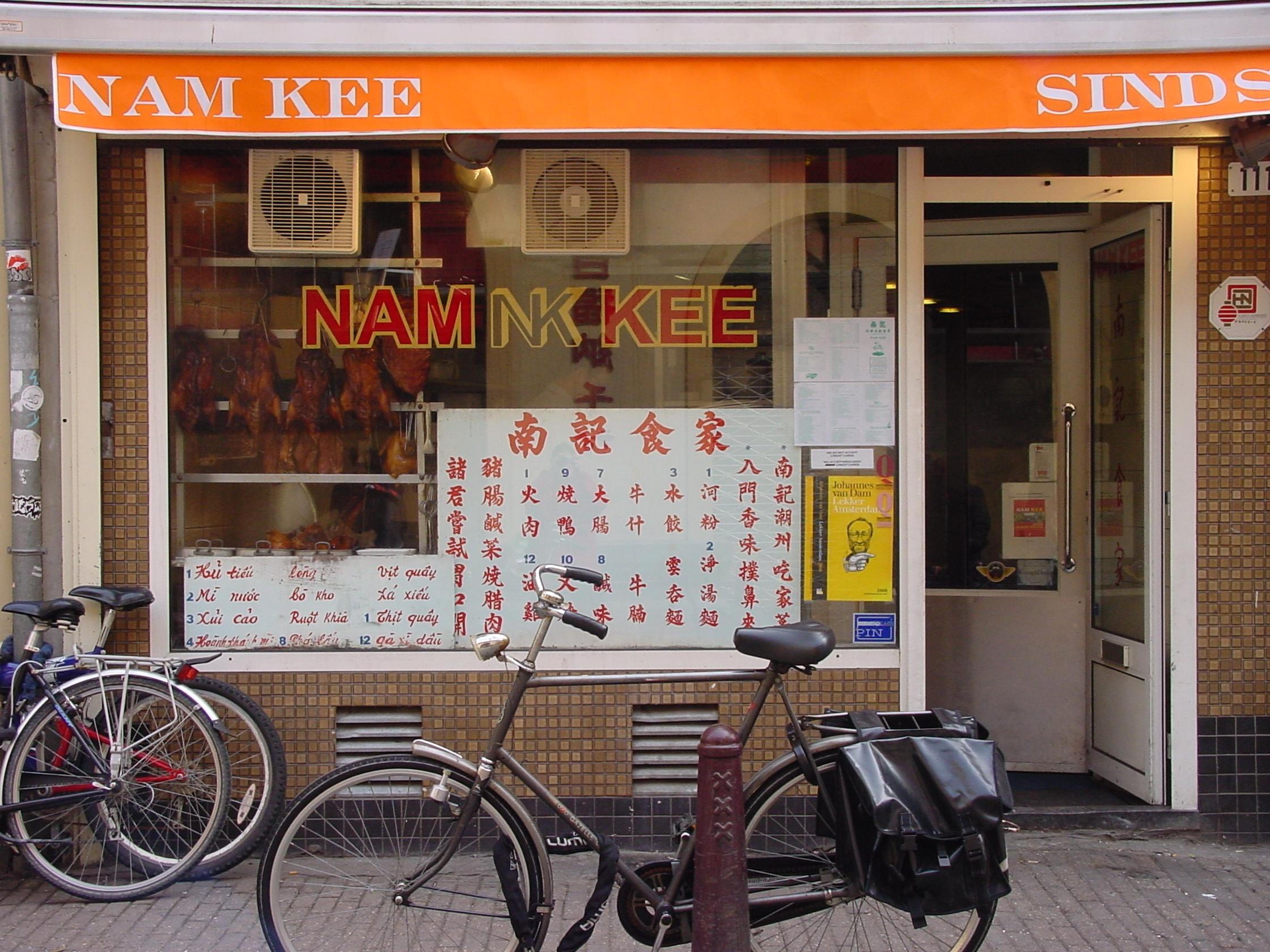
Nam Kee aan de Zeedijk in Amsterdam

Oesters van Nam Kee is een Nederlandse film uit 2002. De film kreeg als internationale titel mee Oysters at Nam Kee's. Oesters van Nam Kee is de verfilming van de gelijknamige roman van Kees van Beijnum uit 2000.

## Verhaal
Berry is een jongen die het leven niet zo nauw neemt en vaak met zijn vrienden wat rondhangt. Totdat hij de wat oudere Thera ontmoet; zij brengt hem het hoofd op hol en zij beleven een romance die haar hoogtepunt heeft in het restaurant van Nam Kee. Maar opeens is Thera verdwenen en Berry wordt gek van de stilte en zijn onbeantwoorde liefde.

## Achtergrond
De film werd geproduceerd door Egmond Film, een productiemaatschappij die al eerder boeken van Kees van Beijnum verfilmde. Van Beijnum besloot, ondanks zijn ervaringen met filmscripts, om de filmbewerking over te laten aan scenarist Hans de Wolf.
De film verschilt op meerdere punten van het boek. De scènes met Berry en zijn vrienden en familie zijn vaak volledig weggelaten, in plaats daarvan focust de film veel meer op de relatie van Berry met Thera. Het einde verschilt eveneens van het boek: belandt Berry in het boek nog in de gevangenis omdat hij een steen gooide naar de burgemeester in zijn auto, in de film beschiet hij een jeugdwerker. Regisseur Pollo de Pimentel koos voor deze wijziging omdat hij het stenen gooien naar de burgemeester nogal ouderwets vond.
De film kreeg ten tijde van de première nogal wat media-aandacht; het was de eerste keer dat Katja Schuurman volledig naakt in een film te zien was. Dat Schuurman aan de film nog een relatie overhield met Egbert-Jan Weeber zorgde voor extra publiciteit.
De eerste versie van de film duurde tweeënhalf uur.

## Rolverdeling
- Katja Schuurman: Thera
- Egbert-Jan Weeber: Berry Kooijman
- Johnny de Mol: Otto
- Edwin Jonker: Felicio "de Laatste Mode"
- Mohammed Chaara: Jamal
- Hans Dagelet: Mr. Kooijman
- Touriya Haoud: Marokkaans meisje
- Cees Geel: kapper
- Guusje Eijbers: moeder van Berry
- Joost Claes: Rein, broer van Berry